# Spilichneumon valdetypicus
Spilichneumon valdetypicus är en stekelart som beskrevs av Heinrich 1961. Spilichneumon valdetypicus ingår i släktet Spilichneumon och familjen brokparasitsteklar. Inga underarter finns listade i Catalogue of Life.